# Juval (hrad)
Hrad Juval se nachází v jižním Tyrolsku u obce Staben. Je situován na skalách mezi údolími Adiže a Schnalu, odkud bylo možné kontrolovat starou obchodní cestu. Vybudoval ho v 13. století Hugo von Montalban. Během své existence několikrát změnil majitele.

## Současnost
V roce 1983 získal pevnost Reinhold Messner a začal ji postupně rekonstruovat. V jedné části hradu vybudoval z původních místností pracovnu a obytné prostory. Sklepy použil jako skladiště expedičního materiálu a výbavy. Celý hrad poskytuje prostory pro muzeum tibetských artefaktů. Zadní část hradu s věží nebyla přebudována a slouží jako auditorium, kde se konají i malé koncerty. V současnosti funguje jako muzeum, vinárna, organická farma a tradiční hostinec.

## Rekonstrukce
V průběhu celé rekonstrukce si měl hrad zachovat původní charakter. Z tohoto důvodu nebyla obnovena střecha na věži, místo ní byl použit novotvar – lehká skleněná střecha, která udržuje ráz hradní ruiny a přitom zabraňuje další erozí a poškozování zdí.
Konstrukce sedlové střechy se tvarem přizpůsobuje původní střešní konstrukci hradu. Na zdi z lomového kamene byly položeny nosníky jako pozednice, které jádrovými vrty a navařenými ocelovými trubkami bodově zasahují do zdí. Na těchto pozednicích jsou ukotveny horní pásnice vzepětí nosníků, které překlenují celou místnost.
Tabule skla podepřené čtyřmi kloubovými bodovými držáky a vyvažovacími nosníky jsou ještě jednou podepřené ve směru sklonu střechy. Skleněné tabule uložené s překrytím byly hvězdicově rozděleny na základě lichoběžníkového půdorysu, takže pro každou tabuli skla jsou zde rozdílné rozměry. Přesah střechy je okolo 25 až 40 cm. Ve směru obranné věže byly horní pásnice vzepětí nosníků zapuštěny do zdi, vzdálenost skla od stěny je přibližně 3 cm.